# Aerospiza
Aerospiza (лат.) — род хищных птиц из семейства ястребиных (Accipitridae). Представители рода распространены в Африке. Ранее всех представителей рода Aerospiza помещали в род Accipiter. Молекулярно-филогенетические исследования показали, что род Accipiter является полифилетическим, и в результате последующей ревизии были созданы монофилетические роды, в один из которых и были включены три вида.
Род  был представлен в 1922 году южноафриканским зоологом Аустином Робертсом (Austin Roberts), который ввёл в качестве типового вида Falco tachio Daudin. Название рода сочетает в себе др.-греч. αηρ, означающее «воздух», и др.-греч. σπιχιας, означающее «ястреб».
В состав рода включают три вида:
| Изображение | Научное название      | Русское название          | Распространение               |
| ----------- | --------------------- | ------------------------- | ----------------------------- |
|             | Aerospiza toussenelii | Красногрудый тетеревятник | западная Африка               |
|             | Aerospiza tachiro     | Африканский тетеревятник  | Африка                        |
|             | Aerospiza castanilius | Каштановобрюхий ястреб    | западная и центральная Африка |